# Provincia di Agrigento
La provincia di Agrigento (fino al 1927: provincia di Girgenti; ufficialmente, dal 1986: provincia regionale di Agrigento) è stata una provincia italiana della Sicilia, comprendente 43 comuni con una popolazione di 443 107 abitanti nell'anno 2016. Il 4 agosto 2015 è stata soppressa e sostituita dal libero consorzio comunale di Agrigento.
Si estendeva su una superficie di 3052,59 km². Confinava a nord con la provincia di Palermo, a est con la provincia di Caltanissetta e ad ovest con la provincia di Trapani. A sud si affacciava sul mar Mediterraneo. Facevano parte del territorio provinciale anche le isole Pelagie.

## Territorio
Il territorio si estendeva da est a ovest, dal mare di Licata alle spiagge di Menfi, nei pressi delle rovine greche di Selinunte, mentre da nord a sud si sviluppava dalla catena montuosa dei Sicani fino al Canale di Sicilia. Ne faceva parte anche un lembo insulare, corrispondente all’arcipelago delle Pelagie — comprendente Lampedusa, Linosa e Lampione — che geologicamente appartiene al continente africano.
Il territorio coincideva esattamente con quello dell’arcidiocesi di Agrigento, la più estesa tra le diocesi cattoliche della Sicilia.

## Storia
Nel 1861, a seguito dell’unificazione italiana, i preesistenti distretti di Girgenti, Bivona e Sciacca furono riorganizzati in circondari. Questa suddivisione rimase in vigore fino al 1927, anno in cui i circondari furono aboliti su tutto il territorio del Regno d’Italia. Nello stesso anno, la città di Girgenti assunse ufficialmente il nome di Agrigento, comportando anche la contestuale modifica della denominazione della provincia.
Tra la fine del XIX e l’inizio del XX secolo, la città di Agrigento conobbe un significativo processo di modernizzazione. In questo periodo vennero edificati nuovi palazzi e tracciate le principali arterie urbane, dando forma alla città contemporanea. Il nuovo tessuto urbano si sviluppò ai piedi dell’antica acropoli, determinando una distinzione tra Agrigento alta, corrispondente al nucleo storico di epoca greca, e Agrigento bassa, ovvero la parte moderna della città.
Con l’entrata in vigore dello Statuto speciale siciliano nel 1946, le province siciliane furono formalmente soppresse. Esse vennero tuttavia ricostituite il 15 marzo 1963, in conformità con la normativa nazionale, e successivamente trasformate in “province regionali” il 6 marzo 1986.
Nel 1968 la porzione occidentale della provincia fu gravemente colpita dal terremoto del Belice, che provocò ingenti danni e la distruzione quasi totale dei centri abitati di Montevago e Santa Margherita di Belice.
Il 28 marzo 2014 fu prevista la soppressione delle nove province regionali siciliane, da sostituirsi con nove “Liberi Consorzi comunali” e tre aree metropolitane, a seguito dell’entrata in vigore della legge approvata dall’Assemblea Regionale Siciliana il 12 marzo 2014.
In applicazione della legge regionale del 24 marzo 2014, n. 8, intitolata “Istituzione dei liberi Consorzi comunali e delle Città metropolitane”, e successivamente regolamentata con la legge regionale n. 15 del 4 agosto 2015, “Disposizioni in materia di liberi Consorzi comunali e Città metropolitane”, la provincia regionale di Agrigento è stata definitivamente soppressa e sostituita dal Libero consorzio comunale di Agrigento.

## Simboli

### Stemma

Lo stemma della provincia

Lo stemma della provincia era suddiviso in tre sezioni, rappresentative degli emblemi comunali di Agrigento (nel rettangolo a sinistra), Sciacca (nel quadrato in alto a destra) e Bivona (nel quadrato in basso a destra). Le tre città simboleggiate corrispondevano rispettivamente alla sede della prefettura e delle due sottoprefetture allora esistenti, nei cui anni di funzionamento fu approvato lo stemma provinciale. Il simbolo venne ufficialmente riconosciuto come stemma della provincia dal Regno d’Italia nel 1938 e, da allora, non ha subito modifiche: il Libero consorzio comunale di Agrigento ha mantenuto invariato il medesimo stemma.
Le tre sezioni che compongono lo stemma sono accomunate dalla predominanza dell’azzurro acceso, simbolo del cielo limpido. La parte sinistra, la più ampia, raffigura tre giganti che, stando con i piedi su una pianura, sorreggono una struttura con tre torri medievali; sulla sommità della torre centrale campeggia un’Ostia consacrata, simbolo della fede cristiana. Alla base della costruzione si legge la frase latina: Siget Agrigentu mirabilis aula gigantum. Nella sezione superiore destra è raffigurato un cavaliere in armatura a cavallo, intento a risalire un pendio o una collina, sulla cui cima si erge una fortezza medievale; nel cielo è presente un piccolo sole irradiante. Infine, nella parte inferiore destra, su un prato verde, è rappresentato un granchio di fiume, identificabile come Potamon fluvitile; sullo sfondo celeste è visibile la Luna.

### Gonfalone

Il gonfalone della provincia

Il gonfalone è costituito da un drappo di colore azzurro, recante al centro lo stemma ufficiale della provincia, contornato dalla legenda PROVINCIA REGIONALE DI AGRIGENTO in caratteri gialli. Anche questo simbolo è stato mantenuto senza modifiche ed è attualmente adottato dal Libero consorzio comunale di Agrigento.

## Comuni
Appartenevano alla provincia di Agrigento i seguenti 43 comuni:
- Agrigento
- Alessandria della Rocca
- Aragona
- Bivona
- Burgio
- Calamonaci
- Caltabellotta
- Camastra
- Cammarata
- Campobello di Licata
- Canicattì
- Casteltermini
- Castrofilippo
- Cattolica Eraclea
- Cianciana
- Comitini
- Favara
- Grotte
- Joppolo Giancaxio
- Lampedusa e Linosa
- Licata
- Lucca Sicula
- Menfi
- Montallegro
- Montevago
- Naro
- Palma di Montechiaro
- Porto Empedocle
- Racalmuto
- Raffadali
- Ravanusa
- Realmonte
- Ribera
- Sambuca di Sicilia
- San Biagio Platani
- San Giovanni Gemini
- Santa Elisabetta
- Santa Margherita di Belice
- Sant'Angelo Muxaro
- Santo Stefano Quisquina
- Sciacca
- Siculiana
- Villafranca Sicula

## Amministrazione
L'amministrazione provinciale aveva sede nel Palazzo della Provincia e Prefettura di Agrigento, sito in piazza Aldo Moro, 1.